# ماه (فیلم ۲۰۲۳)
ماه (انگلیسی: The Moon; کره‌ای: 더 문) یک فیلم درام بقای فضایی محصول کره جنوبی سال ۲۰۲۳با بازی سول کیونگ گو، دو کیونگ سو و کیم هی ئه است. این فیلم داستان دراماتیک اولین مأموریت کاوش ماه و انزوا در فضا توسط خدمه کره جنوبی را دنبال می‌کند. ماه در ۲ اوت ۲۰۲۳ در سینماها اکران شد. این فیلم برای استریم در ویو در مناطق منتخب قابل دسترسی است.